# Talium
Talium (en népalais : तलिउम) est un comité de développement villageois du Népal situé dans le district de Jumla. Au recensement de 2011, il comptait 4 745 habitants.